# With All My Love
| Recensione | Giudizio |
| ---------- | -------- |
| AllMusic   |          |

With All My Love è un album del cantante Pop e R&B statunitense Roy Hamilton, pubblicato dalla Epic Records nell'ottobre 1958.

## Tracce

### LP (1958, Epic Records, LN 3519/BN 518)
Lato A
1. Always – 2:31 (Irving Berlin)
2. Time After Time – 3:28 (testo: Sammy Cahn – musica: Jule Styne)
3. Please – 2:43 (testo: Leo Robin – musica: Ralph Rainger)
4. Speak Low – 2:32 (testo: Ogden Nash – musica: Kurt Weill)
5. I Miss You So – 2:43 (Sidney Robin, Bertha Scott, Jimmy Henderson)
6. My One and Only Love – 2:30 (testo: Robert Mellin – musica: Guy Wood)

Lato B
1. Strange – 2:21 (testo: John LaTouche – musica: Marvin Fisher)
2. Cheek to Cheek – 2:41 (Irving Berlin)
3. Here I'll Stay – 3:59 (testo: Alan Jay Lerner – musica: Kurt Weill)
4. Oh What a Night for Love – 2:55 (testo: Steve Allen – musica: Neal Hefti)
5. All My Love (Bolero) – 2:44 (testo: Mitchell Parish – musica: Paul Jules Durand)
6. Pledging My Love – 2:49 (Don Robey, Ferdinand Washington)

## Tracce

### CD (2001, Collectables Records, COL-CD-6651)
1. Always – 2:31 (Irving Berlin)
2. Time After Time – 3:28 (testo: Sammy Cahn – musica: Jule Styne)
3. Please – 2:43 (testo: Leo Robin – musica: Ralph Rainger)
4. Speak Low – 2:32 (testo: Ogden Nash – musica: Kurt Weill)
5. I Miss You So – 2:43 (Sidney Robin, Bertha Scott, Jimmy Henderson)
6. My One and Only Love – 2:30 (testo: Robert Mellin – musica: Guy Wood)
7. Strange – 2:21 (testo: John LaTouche – musica: Marvin Fisher)
8. Cheek to Cheek – 2:41 (Irving Berlin)
9. Here I'll Stay – 3:59 (testo: Alan Jay Lerner – musica: Kurt Weill)
10. Oh What a Night for Love – 2:55 (testo: Steve Allen – musica: Neal Hefti)
11. All My Love – 2:44 (testo: Mitchell Parish – musica: Paul Jules Durand)
12. Pledging My Love – 2:49 (Don Robey, Ferdinand Washington)
13. Lonely Hands – 2:04 (Roy Hamilton, William Stovall Cook) – Traccia bonus
14. A Lover's Prayer – 2:22 (testo: Edna Lewis – musica: Ben Weisman) – Traccia bonus
15. It's Never Too Late – 2:40 (William Stovall Cook) – Traccia bonus
16. My Faith, My Hope, My Love – 2:12 (Douglas Burford, Colin Ronald) – Traccia bonus

Brani 1-12 pubblicati nel 1958 in formato LP (Epic Records, LN 3519) arrangiamenti e direzione musicale di Neal Hefti
Brani 13 & 14 pubblicati nel 1960 in formato singolo (Epic Records, 5-9407 e 5-9398) arrangiamenti e direzione musicale di Chuck Sagle
Brano 15 pubblicato nel 1959 in formato singolo (Epic Records, 5-9301) arrangiamenti e direzione musicale di Jesse Stone
Brano 16 pubblicato nel 1957 in formato singolo (Epic Records, 5-9212) arrangiamenti e direzione musicale di Ray Ellis

## Musicisti
- Roy Hamilton – voce
- Neal Hefti – direttore d'orchestra, arrangiamenti